# Telestula septentrionalis
Telestula septentrionalis is een zachte koraalsoort uit de familie Clavulariidae. De koraalsoort komt uit het geslacht Telestula. Telestula septentrionalis werd in 1944 voor het eerst wetenschappelijk beschreven door Madsen. 